# Lepthyphantes notabilis
Lepthyphantes notabilis là một loài nhện trong họ Linyphiidae.
Loài này thuộc chi Lepthyphantes. Lepthyphantes notabilis được Wladislaus Kulczynski miêu tả năm 1887.